# Sophie-Marie de Hesse-Darmstadt
Sophie-Marie de Hesse-Darmstadt (7 mai 1661, Darmstadt - 22 août 1712, Gotha) est membre de la maison de Hesse et par mariage duchesse de Saxe-Eisenberg.

## Biographie
Sophie-Marie est la dernière des huit enfants du landgrave de Hesse-Darmstadt Louis VI (1630-1678) et de sa première épouse Marie-Élisabeth de Holstein-Gottorp (1634-1665), fille du duc Frédéric III de Holstein-Gottorp.
Le 9 février 1681 à Darmstadt, elle épouse le duc Christian de Saxe-Eisenberg. À l'époque, il est veuf de Christiane de Saxe-Mersebourg et père d'une fille Christiane, future épouse de Philippe-Ernest de Schleswig-Holstein-Sonderbourg-Glücksbourg. 
En 1680, il devient le premier duc de Saxe-Eisenberg lorsque le Saxe-Gotha est divisé par Christian et ses six frères. Ils n'ont pas d'enfants et Christian est décédé sans laisser d'héritier. Une dispute éclate entre les autres frères et leurs descendants sur l'héritage de Saxe-Eisenberg.
La duchesse est décrite comme une épouse travailleuse  avec un penchant particulier pour la filature. Déguisée en femme ordinaire, elle fournit des commerçants locaux avec de la laine et du fil.